# Csiro paradoxa
Csiro paradoxa là một loài bọ cánh cứng trong họ Tenebrionidae. Loài này được Medvedev & Lawrence miêu tả khoa học năm 1984.